# Macropsis graminea
Macropsis graminea är en insektsart som beskrevs av Fabricius 1798. Macropsis graminea ingår i släktet Macropsis och familjen dvärgstritar. Arten är reproducerande i Sverige. Inga underarter finns listade i Catalogue of Life.